# Barrage du Sautet
Le barrage du Sautet est un barrage-poids voûte de France situé sur le cours du Drac, en Isère, au sud de Grenoble. Premier des grands barrages en travers du lit de ce cours d'eau, il forme la retenue du lac du Sautet.
En aval du barrage, les gorges du Drac sont franchies par un pont et il y est aménagée une via ferrata.

## Caractéristiques
Le barrage du Sautet est un barrage d'architecture poids-voûte. Il présente une longueur en crête de 80 mètres et une hauteur sur fondation de 126 mètres (hauteur maximale par rapport au terrain naturel de 110 mètres).
La puissance installée à la centrale du Sautet est de 80 MW (six groupes Francis axe horizontal).

## Histoire
La construction du barrage débute en 1930 par la Société Forces Motrices Bonne et Drac. Le coulage du barrage commence le 7 mars 1933. Les travaux sont suspendus pendant trois mois en hiver en raison du froid. Le bétonnage est terminé le 10 août 1934. La mise en eau intervint plus tard, en 1935.

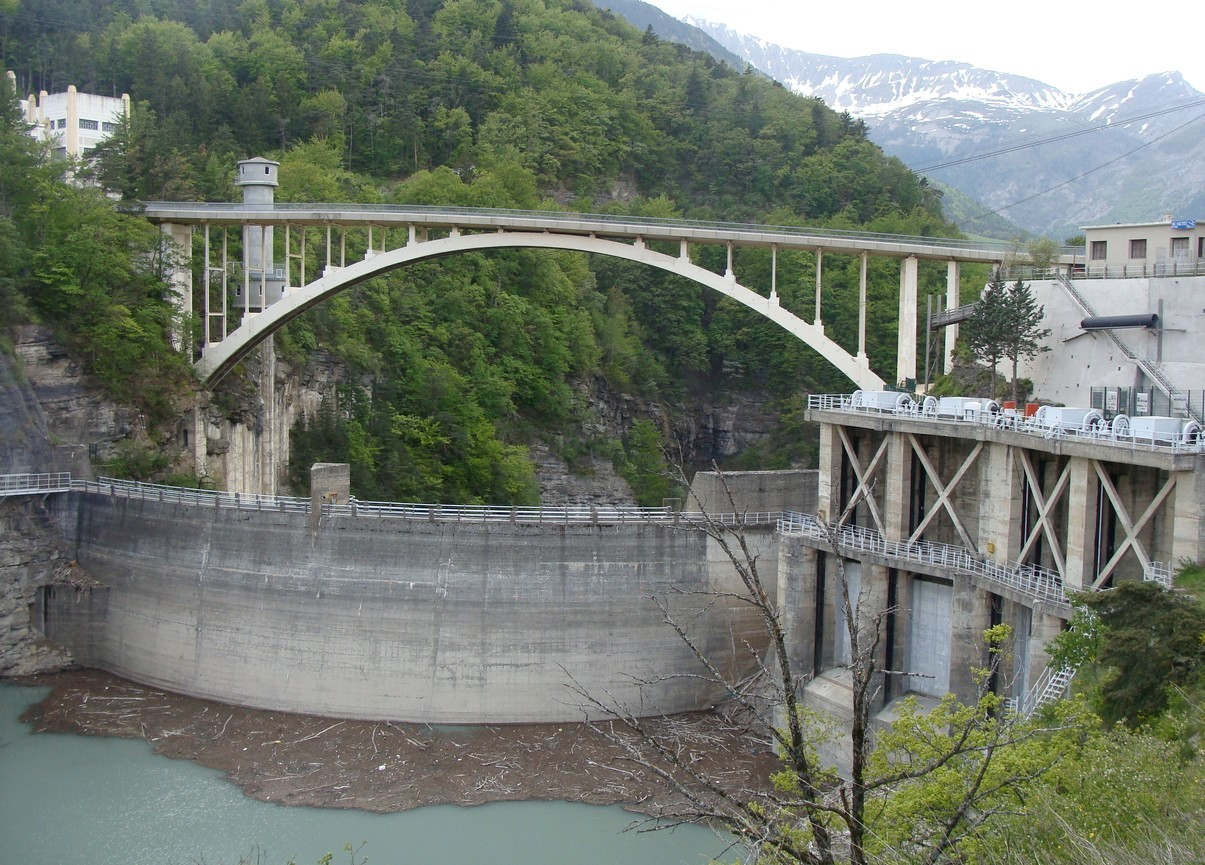
Le barrage vu de l'amont avec le pont de la route départementale 537 au-dessus des gorges.

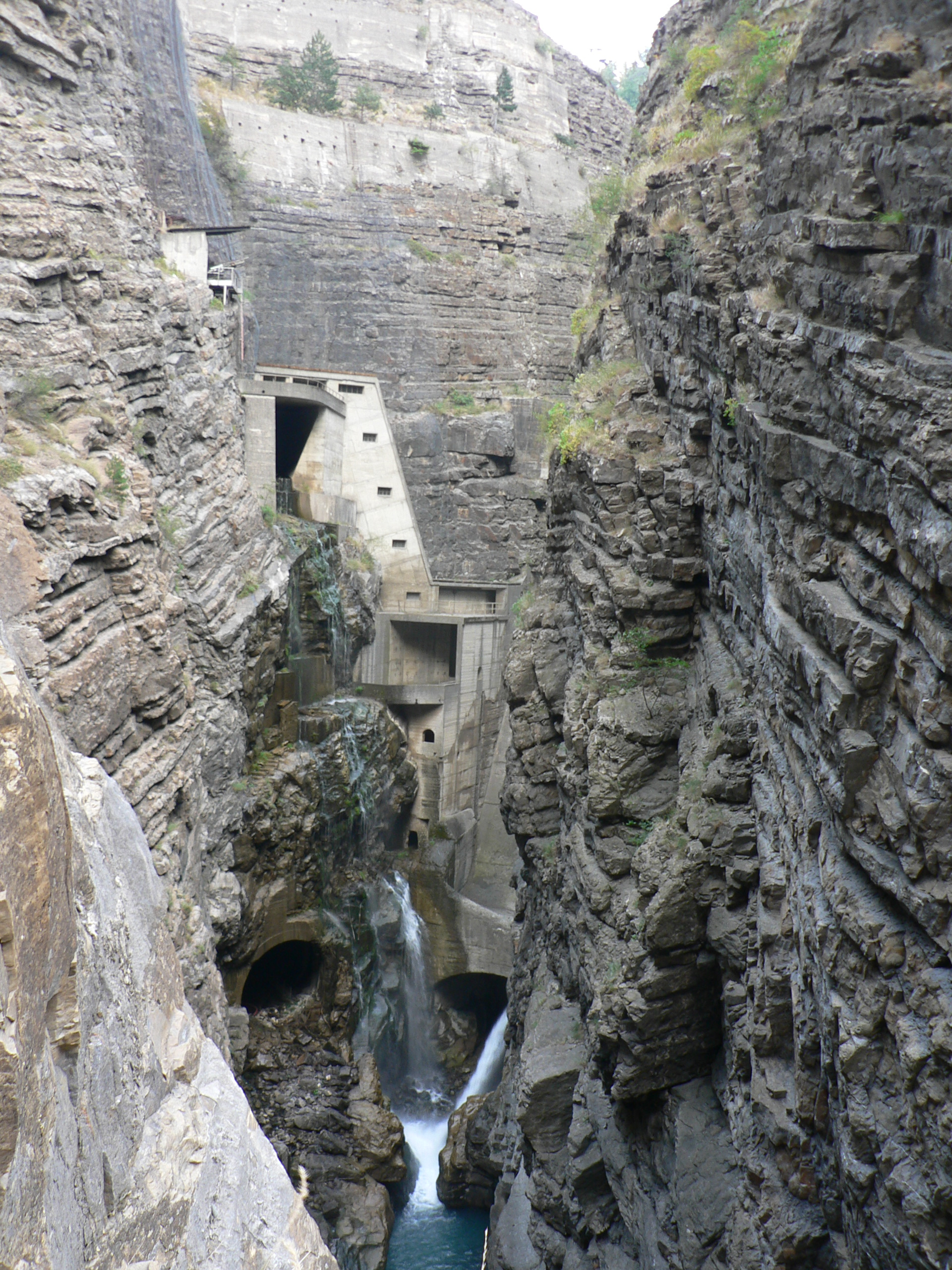
Le déversoir du lac dans les gorges en aval du barrage.